# ایدابل (اکلاهما)
ایدابل(به انگلیسی: Idabel) شهری در ایالت اکلاهما کشور ایالات متحده آمریکا است که جمعیت آن در سرشماری سال ۲۰۱۰ میلادی، ۷٬۰۱۰ نفر بوده‌است.